# Hydrangea gracilis
Hydrangea gracilis es una especie de arbusto perteneciente a la familia Hydrangeaceae. Es originaria de China.  

## Descripción
Son arbustos que alcanzan 0.3-1 m de altura. Las ramillas de color púrpura- rojo a rojo -marrón, delgadas, cilíndricas, escasamente pubescentes; la corteza se desprende en pedazos cuando envejece. Las hojas con un pecíolo de 3-12 mm de longitud, esparcidamente pubescente; la lámina foliar abaxialmente de color pálido a púrpura, adaxial amarillo-verdoso, lanceoladas, ovado- lanceoladas o elípticas, de 3-8.5 cm × 1-3 cm, membranosos y finas papiráceas, ambas superficies esparcidamente pubescentes o glabrescentes, venas secundarias 4-6 en ambos lados de la vena media, abaxialmente poco visible, base cuneada a subaguda, el margen irregularmente aserrado. Las inflorescencias se producen cimas corimbosas de 2-6 × 2-6 cm de longitud; con pedúnculo corto o ausente. El fruto es una cápsula cupular de 3-4 mm de diámetro. Las semillas son amarillentas, oblongas a obovoides de 0,5 × 0.3-0.5 mm.

## Distribución y hábitat
Se encuentra en los densos bosques o matorrales en los valles o en laderas de las montañas a una altitud de 400-700 metros en Hunan y Jiangxi de China.

## Taxonomía
Hydrangea gracilis fue descrita formalmente por W.T.Wang & M.X.Nie  y publicado en Bulletin of Botanical Research 1(1-2): 49-50, f. 3. en el año  1981.
Etimología
Hydrangea: nombre genérico que deriva de las palabras griegas:  (ὕδωρ hydra) que significa "agua" y  ἄγγος (gea) que significa "florero"  o "vasos de agua" en referencia a la característica forma de sus cápsulas en forma de copa.
gracilis: epíteto latíno que significa "delgada, esbelta"